# Majdanekrättegångarna

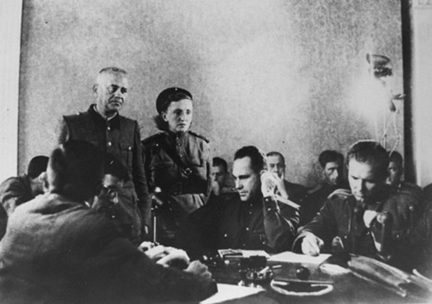
Anton Thernes (till vänster) inför rätta vid den första Majdanekrättegången.

Majdanekrättegångarna åsyftar tre rättegångar mot personal i det nazistiska koncentrations- och förintelselägret Majdanek. Lägret befriades av Röda armén den 23 juli 1944.

## Första Majdanekrättegången
Första rättegången varade mellan den 27 november och den 2 december 1944 inför en sovjetisk-polsk specialdomstol. 

### Åtalade
| Namn                 | Befattning                            | Dom                                              |
| -------------------- | ------------------------------------- | ------------------------------------------------ |
| Anton Thernes        | Ställföreträdande kommendant          | Dödsstraff; avrättad den 3 december 1944         |
| Wilhelm Gerstenmeier | Ansvarig för leveranserna av Zyklon B | Dödsstraff; avrättad den 3 december 1944         |
| Hermann Vögel        | Chef för klädförrådet                 | Dödsstraff; avrättad den 3 december 1944         |
| Edmund Pohlmann      | Kapo                                  | Dödsstraff; begick självmord den 2 december 1944 |
| Theodor Schöllen     |                                       | Dödsstraff; avrättad den 3 december 1944         |
| Heinrich Stalp       | Kapo                                  | Dödsstraff; avrättad den 3 december 1944         |

## Andra Majdanekrättegången
En rad rättegångar i Polen mot lägerpersonal mellan 1946 och 1948 brukar vanligtvis benämnas andra Majdanekrättegången. En av de mest kända åtalade var vakten Elsa Ehrich. Sammanlagt 63 personer åtalades; sju dödsdomar verkställdes.

## Tredje Majdanekrättegången
Tredje rättegången varade mellan den 26 november 1975 och den 30 juni 1981. Åtalade var sexton manliga och kvinnliga lägeranställda. Bland de åtalade återfanns Alice Orlowski, Hermine Braunsteiner, Hildegard Lächert och Arnold Strippel.